# Constituierende Versammlung der Freien Stadt Frankfurt
Die Constituierende Versammlung der Freien Stadt Frankfurt (auch Konstituierende Versammlung oder Konstituante) war die Verfassungsgebende Versammlung der Freien Stadt Frankfurt im Rahmen der Revolution von 1848/1849 in der Freien Stadt Frankfurt.

## Vorgeschichte
Seit 1816 war die Konstitutionsergänzungsakte die Verfassung der Freien Stadt Frankfurt. Nach Artikel 50 bedurften Verfassungsänderungen einer Zwei-Drittel-Mehrheit im Senat und im Gesetzgebenden Körper. Ernsthafte Verfassungsdiskussionen wurden jedoch in Frankfurt nicht geführt. Auch in Frankfurt entstand eine liberale Opposition, die sich seit Mitte der 1840er Jahr im sogenannten Montagskränzchen organisierte.

## Die Märzrevolution
Am 3. März 1848 kam es zu einer Volksversammlung an der damaligen Reitbahn, an der 2000 Menschen teilnahmen. Am 4. März wurde die vollständige Pressefreiheit, am 27. März 1848 die Vereinigungsfreiheit in Frankfurt eingeführt. Senat und gesetzgebende Versammlung beschlossen eine Reihe von Reformen, darunter die Zehntablösung, die Milderung von Militärstrafen und andere. Auch eine Diskussion über eine neue Verfassung begann.
Am 29. März trug der Senat der Freien Stadt Frankfurt in der Gesetzgebenden Versammlung den Vorschlag vor, eine Verfassungskommission einzusetzen, die eine Verfassungsrevision beraten sollte. Diese Kommission sollte aus 21 Bürgern bestehen: 11 sollten vom Gesetzgebenden Körper bestimmt werden (2 davon sollten Vertreter der Landgemeinden sein) und jeweils 5 sollten von Senat und Ständiger Bürgerrepräsentation bestimmt werden. Der Vorschlag wurde überwiegend begrüßt und es wurde eine neunköpfige Kommission zur Begutachtung des Senatsvorschlages gewählt. Dieser gehörten an: Eduard Souchay, Maximilian Reinganum, Friedrich Kugler, Samuel Gottlieb Müller, Senator Georg Wilhelm Hessenberg, Metzgermeister Martin May, Lehrer Bardorf aus Oberrad, Jacob Carl de Bary und  Johann Michael Mappes.
Besondere Priorität hatte die Verfassungsfrage in Frankfurt nicht: Die Stadt war Gastgeberin von Vorparlament und später der Nationalversammlung. Diese nationalen Institutionen banden das Interesse der Bevölkerung. Auch war der Senatsvorschlag einer Verfassungskommission nicht mehr unumstritten. Auf einer Volksversammlung am 3. Mai in der Katharinenkirche wurde die Forderung von Julius Friedleben angenommen, es solle stattdessen in direkter Wahl durch alle volljährigen Staatsangehörigen ein Verfassungsrat, also eine verfassungsgebende Versammlung von 50 bis 100 Mitgliedern gewählt werden.
Auch die Kommission zur Begutachtung des Senatsvorschlages war gespalten. Die Mehrheit trug dem Gesetzgebenden Körper am 6. Mai eine Modifikation des Senatsvorschlags vor. Danach sollten 11 Mitglieder vom Gesetzgebenden Körper bestimmt werden, zusätzlich 2 Vertreter der Landgemeinden benannt werden und jeweils 4 sollten von Senat und Ständiger Bürgerrepräsentation bestimmt werden. Der Gesetzgebende Körper entschied, die Verfassungsfrage auf den 1. Juli zu vertagen. Erst einmal sollte die Eröffnung der Nationalversammlung abgewartet werden.
Die Kommission hatte Teile der Kritik an der Senatsvorlage aufgegriffen und diese erneut modifiziert. Nun sollten 25 Mitglieder des Verfassungsausschusses in der Stadt und 5 durch die Landgemeinden gewählt werden. Allerdings war dabei kein Wahlrecht aller Stadtbürger vorgesehen: Sowohl Juden als auch die Beisassen blieben von dem Wahlrecht ausgeschlossen. Trotz heftiger Diskussion entschied sich der Gesetzgebende Körper letztlich mit 72 zu 2 Stimmen für diesen Entwurf, der als „Gesetz, die Wahl eines Verfassungs-Ausschusses betreffend“ am 1. Juli verabschiedet wurde.

## Der Verfassungsausschuss
Am 24. August wurde der Verfassungsausschuss gewählt. 3356 von etwa 6850 Wahlberechtigten gingen zur Wahl und wählten fast ausschließlich die Kandidaten, die das Montagskränzchen und der Deutsche Verein gemeinsam vorgeschlagen hatten. Als einziger Vertreter des Senats setzte sich Souchay gegen den Fischermeister Johann Philipp Ohlenschlager durch.
Gewählt wurden:
| Name                                | Beruf, Ort        | Anmerkung |
| ----------------------------------- | ----------------- | --------- |
| Johann Caspar Bauer                 | Handelsmann       |           |
| Johann David Behaghel               | praktischer Arzt  |           |
| Christian Benkard                   |                   |           |
| Georg Christoph Binding             | Advokat, ord.     |           |
| Georg Friedrich Böhler              | Handelsmann       |           |
| Johann Jacob Büchsel                | Bornheim          |           |
| Carl Gerhard Büdinger               | Gärtnermeister    |           |
| Anton Burkard                       | Fiscal.           |           |
| Carl Dänzer                         | Hausen            |           |
| Adam Fauerbach                      | Dortelweil        |           |
| August Christian Fischer-Dick       | Sattlermeister    |           |
| Johannes Jacob Julius Friedleben    | Advokat, ord.     |           |
| Nicolaus Hadermann                  | Lehrer            |           |
| Eduard Hager                        | Handelsmann       |           |
| Friedrich Siegmund Jucho            | Advokat und Notar |           |
| Gabriel Koch jun.                   | Spenglermeister   |           |
| Ernst Wilhelm Friedrich Kugler      | Advokat, ord.     |           |
| Johann Philipp Friedrich Lindheimer | Zimmermeister     |           |
| Siegmund Friedrich Müller           | Advokat und Notar |           |
| Friedrich Pfeffel jun.              | Handelsmann       |           |
| Simon Moritz Ponfick                | Arzt              |           |
| Joseph Aloys Renner                 | Advokat, ord.     |           |
| Maximilian Reinganum                | Advokat, ord.     |           |
| Christian Schmidt                   | Rotgerbermeister  |           |
| Adolph Moritz Schmidt -Holtzmann    | Advokat           |           |
| Fritz Schneider                     | Buchdrucker       |           |
| Eduard Franz Souchay                |                   |           |
| Wilhelm Carl Friedrich Textor       | Advokat und Notar |           |
| Johann Georg Varrentrapp            | praktischer Arzt  |           |
| Wilhelm Friedrich Wiesche           | Handelsmann       |           |

Der Verfassungsausschuss tagte unter dem Vorsitz von Binding am 31. August, 2. September und 11. September. Aufgrund der Mehrheitsverhältnisse war klar, dass er keinen Verfassungsentwurf erarbeiten würde. Stattdessen wurde ein Ausschuss zur Erarbeitung eines Wahlgesetzes für eine Verfassungsgebende Versammlung (Kugler, Reinganum, Burkard, Friedleben und Binding) gewählt. Deren Vorschlag eines Wahlgesetzes wurde einstimmig (also auch mit Zustimmung Souchays) angenommen und dem Senat vorgelegt. Der Gesetzesentwurf sah eine Abschaffung von Artikel 50a der Konstitutionsergänzungsakte, die Abschaffung des Gesetzgebenden Körpers und die Wahl der Constituierenden Versammlung vor. Diese Regelungen sollten gemäß dem von der Konstitutionsergänzungsakte vorgesehenen Weg für Verfassungsänderungen erfolgen.
Der Senat stimmte dem Vorschlag zu und legte ihn dem Gesetzgebenden Körper vor. Dieser stimmte am 9. Oktober der Vorlage nach langen Beratungen ohne Änderungen zu und stimmte damit für die eigene Auflösung.
Am 17. Oktober 1848 fand die Volksabstimmung über die Verfassungsänderungen statt. In der I. Abteilung stimmten 349 Bürger der Vorlage zu, 97 lehnten ab. In der zweiten Abteilung waren es 774 Befürworter bei 172 Gegnern und in der dritten Abteilung standen 1189 Befürwortern 278 Nein-Stimmen entgegen. Damit stand der Wahl der Konstituante nichts mehr entgegen.

## Die Wahlen
Nach dem Wahlgesetz sollten 120 Mitglieder gewählt werden. Hiervon sollten 20 in den Landgemeinden und 100 in der Stadt bestimmt werden. Das Wahlverfahren war einfach: Jeder Wähler konnte 100 (bzw. 20) Namen Frankfurter Bürger auf den Stimmzettel schreiben. Diejenigen Kandidaten mit den meisten Stimmen waren gewählt.
Trotz dieser Einfachheit war das Wahlverfahren für den Wähler kniffelig: Wer kannte schon 100 geeignete Bürger? Und vor allem: Woher sollte man wissen, ob diejenigen das Mandat überhaupt annehmen würden? Von entscheidender Bedeutung waren daher die Wahlvorschlagslisten der politischen Vereine. Diese wurden gedruckt und verbreitet und dienten der Entscheidungsfindung der Wähler. Entgegen der Wahl zum Verfassungsausschuss gab es nun keine gemeinsame Liste mehr. Montagskränzchen, Deutscher Verein und Bürgerverein stellten Listen auf. 52 Kandidaten fanden sich auf beiden Listen von Montagskränzchen und Deutschem Verein (von diesen wurden 50 gewählt). Unter den anderen war das Montagskränzchen mit 48 gewählten Kandidaten am erfolgreichsten, der Bürgerverein konnte nur 2 Kandidaten durchsetzen.
Die Wahl selbst erfolgte am 25. Oktober 1848 zwischen 8 und 12 sowie zwischen 14 und 18 Uhr. 5239 Wähler gaben in der Stadt und 1077 in den Landgemeinden gültige Stimmen ab.
Die meisten Stimmen erhielten der Historiker Kriegk (4998), Schöff Souchay (4926) und Schöff de Neufville (4915).
Für die gewählten Abgeordneten siehe die Liste der Mitglieder der Constituierenden Versammlung der Freien Stadt Frankfurt.

### Nachwahlen
Aufgrund Mandatsniederlegungen wurden im Laufe der Zeit Nachwahlen notwendig. Diese wurden am 16./17. November 1848, dem 3. Mai/10. Mai (für die Landgemeinden) 1849, 8. Juni 1849 und 13. Juli 1849 nach dem gleichen Wahlrecht durchgeführt.

## Die Arbeit der Constituierenden Versammlung
Die Constituierende Versammlung trat in 81 Sitzungen zusammen. Im Schnitt waren etwa 100 Mitglieder anwesend. Die Versammlung tagte im Römer im Haus Limburg. Die Sitzungen waren öffentlich; das Interesse der Öffentlichkeit war jedoch sehr gering.
Die Versammlung hatte die Doppelfunktion eines Parlamentes und einer Verfassungsgebenden Versammlung. In der Rolle als Parlament beschloss die Kammer am Anfang ihrer Arbeit auch zu Fragen der nationalen Politik Stellung zu nehmen und äußerte sich in vielen Erklärungen zur politischen Situation in Deutschland.
Als Gesetzgeber hatte die Konstituante die gleichen Rechte wie der frühere Gesetzgebende Körper. Die Konstitutionsergänzungsakte galt ja fort. Da diese dem Senat die wichtigste Rolle zuteilte, war die Einflussmöglichkeit der Konstituante gering. Am bedeutsamsten war die Entscheidung, den Juden und Beisassen die vollen Bürgerrechte zu geben. Die einstimmige Entscheidung der Kammer zu diesem Punkt und die Umsetzung als Gesetz am 20. Februar 1849 war auch Folge der Verabschiedung der Grundrechte des Deutschen Volkes durch die Nationalversammlung am 27. Dezember 1848.
Zur Erarbeitung einer Verfassung wurde in der Sitzung am 25. November 1848 ein Verfassungsausschuss aus 18 Mitgliedern gebildet. Er setzte sich nur aus Mehrheitsvertreten zusammen (Kugler, Binding, Hessenberg, Hadermann, Reinganum, Braunfels, Dr. jur. Friedleben, Meidinger, Supf, Thomas, Löw, Schwarzschild, Textor, Benkard, Dr. med Friedleben, Gillé, Vogt und G. Koch). Nachdem Gillé seine Wahl nicht annahm wurde Suchay als einziger Vertreter der Minderheit gewählt.
Der erarbeitete Entwurf orientierte sich an der Verfassung des Kantons Genf. Die Menschenrechte wurden garantiert, Justiz und verwaltung getrennt. Die Rolle des Parlamentes (Volksrath) sollte gestärkt werden. Es sollte aus 96 mittelbar und geheim gewählten Abgeordneten (davon 16 aus dem Landgemeinden) bestehen. Der Senat sollte zum „Regierungsrath“ werden und aus 7 Mitgliedern bestehen, die direkt vom Volk gewählt werden. Mit dem Verbot konfessioneller Schulen brachte man die Kirchen gegen sich auf.
Neben der parlamentarischen Oppositionsarbeit (Binding legte einen Alternativentwurf vor) gingen die Befürworter der alten Ordnung mit der Gründung des „Partiotischen Vereins“ und einer Vielzahl von Petitionen gegen die Konstituante vor. Am 19. Juli 1849 versuchten Mehrheit und Minderheit in der Versammlung sich auf einen Kompromissentwurf für eine Verfassung zu einigen. Insbesondere in Bezug auf den Senat (dieser sollte wieder auf Lebenszeit bestimmt werden) kam man den Konservativen entgegen.
Bei der Abstimmung über diesen Entwurf unterlag die Minderheit mit 26 zu 76 Stimmen. Am 3. Dezember 1849 nahm die Konstituante den Mehrheitsverfassungsentwurf mit 63 zu 43 Stimmen bei 2 Enthaltungen an.

## Das Ende der Constituierenden Versammlung
Am 29. Dezember 1849 erklärten die 31 Vertreter der Minderheit geschlossen ihren Rücktritt aus der Constituierenden Versammlung (Michael Manhayn schloss sich diesem Schritt zwei Tage später an). Am 31. Dezember 1849 beschloss der Senat, die Entwürfe der Constituierenden Versammlung nicht zur Abstimmung zu stellen. Stattdessen sollte der Gesetzgebende Körper gemäß der Konstitutionsergänzungsakte neu gewählt werden. Die Constituierende Versammlung wurde nie offiziell aufgelöst, sondern schlicht nicht mehr beachtet. Am 3. Januar 1850 erhielt Hadermann ein Schreiben des Senats, er möge die Schlüssel für den Römer zurückgeben. Da er der Aufforderung nicht nachkam, wurden die Schlösser ausgetauscht. Am Folgetag traten die verbliebenen Mitglieder der Constituierenden Versammlung letztmals zusammen. Sie wählten ein neues Präsidium und entschieden auf dem Klagewege gegen den Senat vorzugehen. Diese Beschlüsse erzielten keine Wirkung, die Konstituante war Geschichte.